# 피아노 협주곡 4번 (라흐마니노프)
피아노 협주곡 G단조 제4번 Op. 40은 1926년에 완성된 러시아 작곡가 세르게이 라흐마니노프의 주요 작품이다. 그 작품은 세 가지 버전으로 존재한다. 초연(1차 버전)이 실패하자, 1928년(2차 버전)에 출판하기 전에 작곡가는 다른 수정을 했다. 계속해서 성과가 없자, 그는 작품을 철회했고, 결국 1941년에 수정하여 다시 출판했다. 원고는 2000년 라흐마니노프 에스테이트에 의해 출판되고 녹음되기 위해 발표되었다. 이 작품은 니콜라이 메트네르에게 헌정되었고, 그는 다음 해에 라흐마니노프에게 그의 두 번째 피아노 협주곡을 헌정했다.
이전 작품들과 비교하여, 피아노와 오케스트라의 질감의 개선과 함께 더 선명한 주제를 포함하고 있다. 이러한 특성들은 더 큰 단순성으로 이어지는 것이 아니라 다른 종류의 복잡성으로 이어진다.
협주곡은 3악장으로 되어 있다.
1. 알레그로 비바체(G단조).
2. 라르고(C장조)
3. 알레그로 비바체(G단조 → D ♭ 장조 → G장조)

라흐마니노프는 그의 작품, 특히 협주곡을 일부 음악가들에게 고통스러운 경험으로 만든 소위 "무언할 수 없는 안정감" 대신, 그의 작품 32번 전주곡에서 짧은 주제 모티브와 강한 리듬 패턴을 이미 더 광범위하게 사용하고 있었다.